# Sufragio masculino
El sufragio masculino fue un estado en la revolución de la democracia que se situó entre el sufragio censitario, que era el que tenía en cuenta determinados aspectos (renta, estado civil, nivel de instrucción o pertenencia a una clase social), y el sufragio universal. Con el sufragio masculino podía votar la totalidad de los hombres que cumpliesen con los requisitos legales. 
Hay que señalar que en la mayoría de los países se pasó directamente al sufragio universal, sin esta situación previa. 
La fecha del logro de este sufragio parcial por países se puede ver a continuación:

## América
- Argentina — 1912 para hombres mayores de 18 años mediante la Ley Sáenz Peña[1]
- Chile — 1888 para hombres mayores de 21 años[2]
- Ecuador — 1861 para hombres mayores de 16 o 18 años[3]
- República Dominicana – 1886; hombres mayores de 25 años de edad.[4]
- Uruguay — 1918 para hombres mayores de 18 años que no fuesen militares.

## Europa
- Grecia — 1822
- Francia — 1848
- Suiza — 1848
- España — Primeras elecciones con sufragio masculino en 1869, se reestableció en 1890. En 1933 se pasaría al sufragio universal pero tras la Guerra Civil quedaría  revocado y prohibido el voto a las mujeres, por lo que se volvería al sufragio masculino desde 1939 hasta 1978 año en el que con la Constitución se dio pie a la actual democracia, de nuevo con sufragio universal.
- Noruega — 1891
- Imperio austrohúngaro — 1907
- Suecia — 1911
- Países Bajos — 1917
- Bélgica — 1919
- Reino Unido — 1918
- Italia — 1919